# Pizza a domicilio

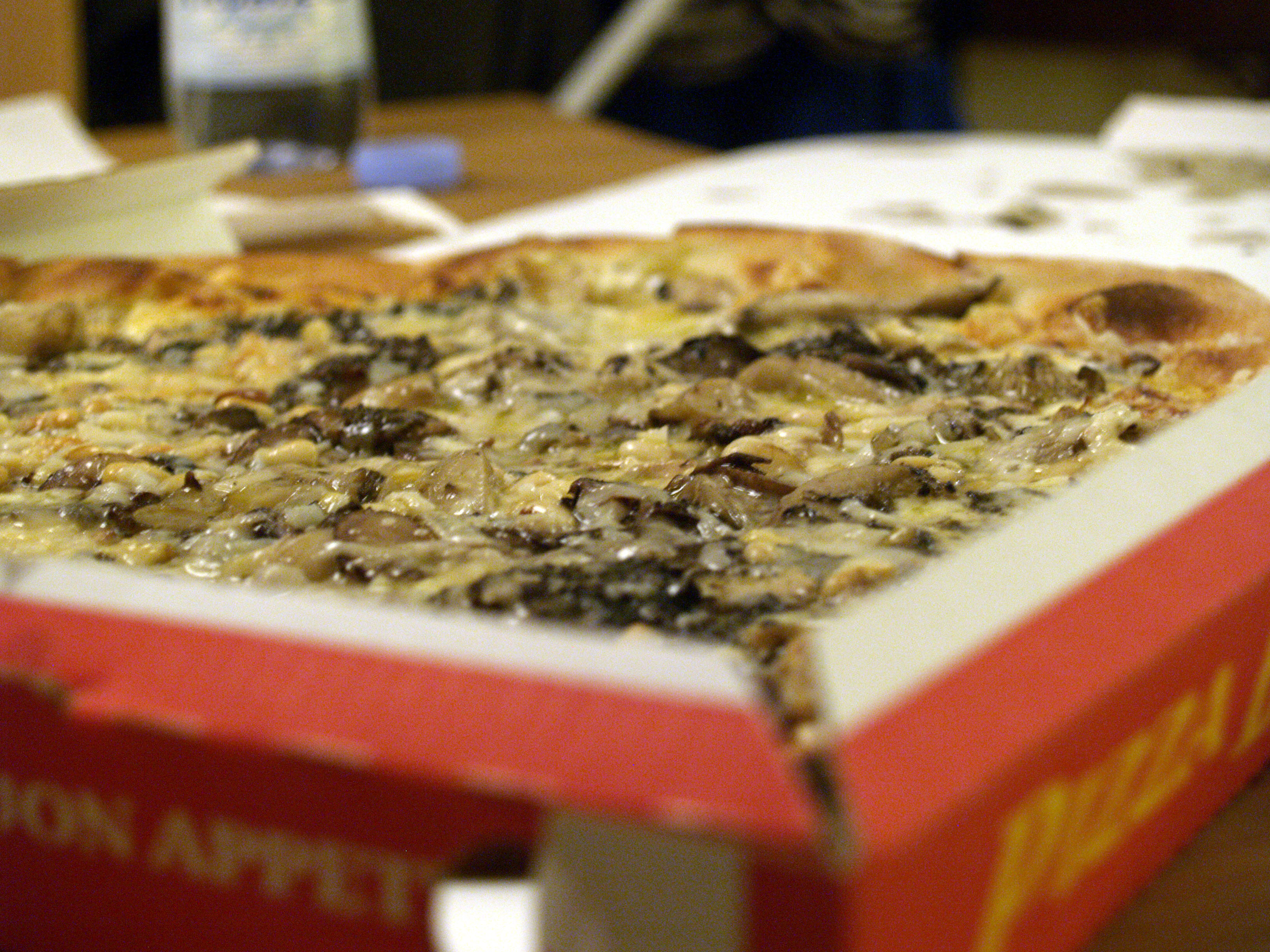
Una pizza en su típica caja.

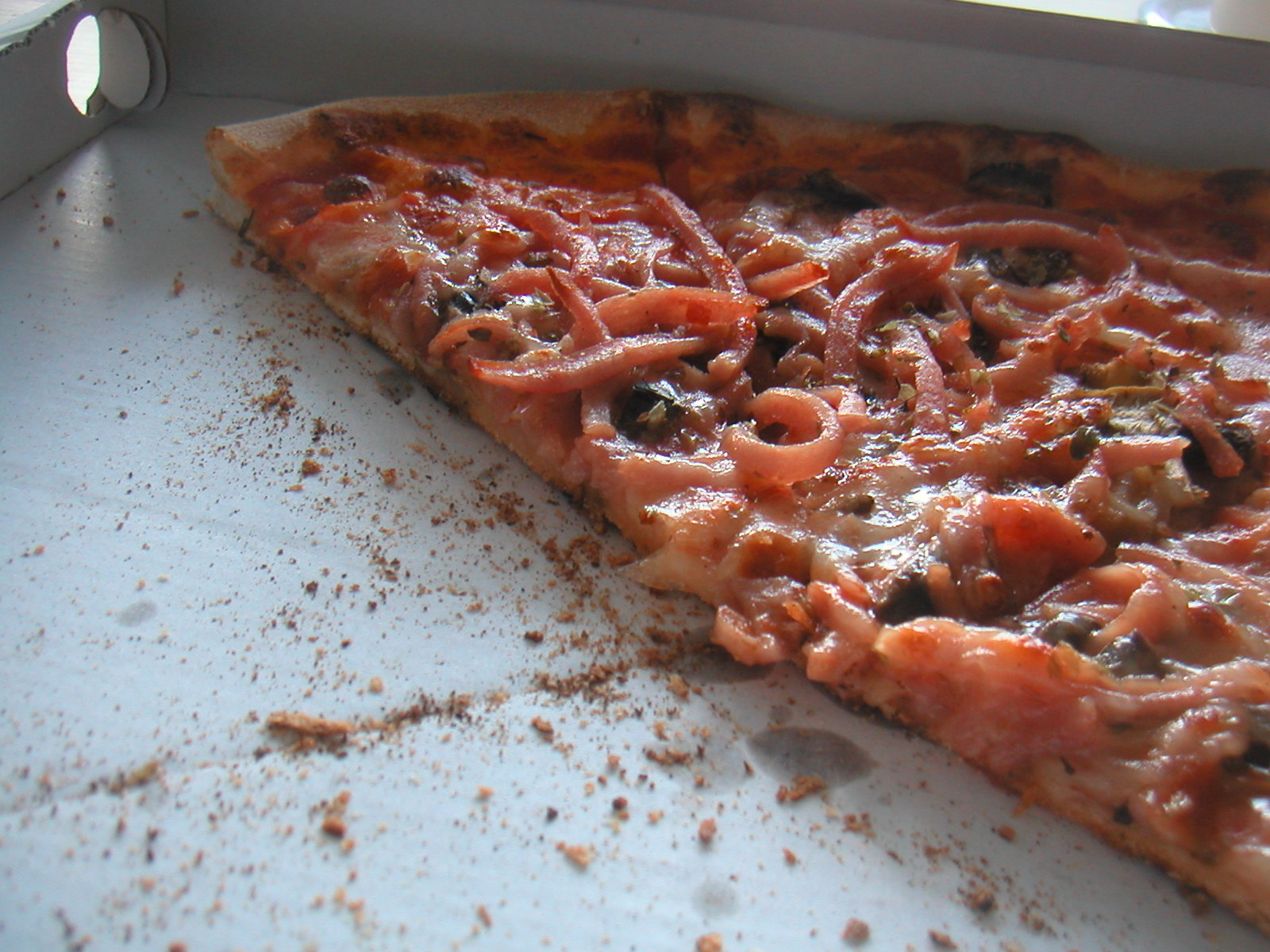
Reparto de pizzas en su caja de pizzas habitual.

El reparto de pizza o pizza a domicilio es un servicio de reparto a domicilio de pizzas. El repartidor de pizzas suele trasladarse bien sea en bicicleta, scooter o un automóvil mediante una petición previa por teléfono o internet. Las empresas que distribuyen las pizzas a domicilio suelen ser franquicias, suelen servirse en unas cajas de pizza de cartón.

## Peticiones
El servicio de pizzas suele hacerse mediante previa petición por teléfono o internet. Esta petición anónima deja abierta la posibilidad de una petición falsa. Algunas de las compañías aseguran servir las pizzas a domicilio en una media hora. Los portadores de las pizzas suelen llevar una especie de bolso aislante que permite mantener las pizzas calientes durante el transporte. Las cajas de transporte suelen ser corrugadas. Para el reparto de pizzas se utilizan diversos medios de transporte, las motocicletas y bicicletas suelen ser las más comunes, pero en la actualidad se plantean nuevas alternativas como, por ejemplo, drones.